# Nigel Mansell’s World Championship
Nigel Mansell’s World Championship Racing (с англ. — «Чемпионат мира Найджела Мэнселла»; также Nigel Mansell’s World Championship в Европе и Nigel Mansell’s F-1 Challenge (яп. ナイジェル・マンセル Ｆ１チャレンジ) в Японии для Super Famicom) — симулятор Формулы-1 для различных платформ. Игра создана компанией Gremlin Graphics и выпущена в 1992 году. Количество игроков — 1. Языки — английский и японский.

## Игровой процесс
Nigel Mansell’s World Championship — это симулятор Формулы-1. Действия происходит от лица известного автопилота, участника команды Williams Renault, Найджела Мэнселла. Игроку предстоит пройти 16 трасс, представляющих собой целый сезон гонок. За призовые места в гонках зачисляются очки в общий зачёт. Победит тот пилот, который наберёт наибольшее количество очков за сезон.
Помимо игрока, в гонках будут участвовать ещё 11 соперников — самые известные пилоты Формулы-1, такие как Мика Хаккинен, Михаэль Шумахер и Жан Алези.
Перед началом каждой гонки игроку будет предложено настроить болид, пройти квалификацию или сразу же начать гонку без квалификации.
На прохождение квалификации даётся всего один круг. Во время гонки на трассе будут другие участники, которые попытаются обогнать игрока.
Гран-при состоит из 4-6 кругов. Помимо соперников, нужно будет учитывать заносчивость машины на поворотах и следить за состоянием покрышек болида. Если уровень износа покрышек достигнет нуля, игрока дисквалифицируют. Поэтому периодически нужно заезжать на пит-стоп, чтобы заменить истёртые покрышки на новые.

## Портирование
Игра была выпущена в 1992 году на платформах Amiga и Atari ST, а в 1993 году на Amiga CD32, Amstrad CPC, DOS, Game Boy, NES, SNES, Sega Mega Drive и ZX Spectrum.
Порт игры для Atari Jaguar начинал разрабатываться в Gremlin Graphics после того, как в ноябре 1993 года корпорация Atari подписала с ними контракт на роль стороннего разработчика для этой платформы, и был запланирован на второй квартал 1995 года, однако эта версия так и не была выпущена по неизвестным причинам. Версия для Commodore 64 также была в разработке, но была отменена, поскольку это заняло слишком много времени.

## Критика
Оценив игру в 1,5 звезды из пяти, журнал Computer Gaming World в августе 1994 года написал, что, несмотря на рекламную поддержку продукта, Nigel Mansell «в лучшем случае является посредственной попыткой гоночного симулятора», который должен был быть выпущен на пять лет раньше. Журнал рекомендовал Lotus III: The Ultimate Challenge для аркадных гонок и World Circuit как гоночный симулятор.